# Avril 2007 en sport
Cette page concerne l'actualité sportive du mois d'avril 2007.

## Dimanche1eravril
- Automobile, Rallye du Portugal du Championnat du monde : victoire finale du Français Sébastien Loeb sur Citroën. Il devance les Finlandais Marcus Grönholm et Mikko Hirvonen, tous deux sur Ford. Plus tard dans la soirée, les deux pilotes écopent de cinq minutes de pénalités, leurs voitures étant jugées non conformes par la direction de la course.

- Baseball : ouverture de la saison 2007 de Ligue majeure. Les New York Mets s'imposent 6-1 contre les St. Louis Cardinals, champions en titre.

- Basket-ball :
  - Euroligue féminine, Final Four :
    -  Spartak Moscou 76-62 RC Valence 
    - Pour la troisième place, victoire de CSKA Moscou sur CJM Bourges par 68 à 59.

  - Championnat NCAA de basket-ball féminin, Final Four :
    - Rutgers Scarlet Knights 59-35 LSU Tigers
    - Tennessee Volunteers 56-50 North Carolina Tar Heels
- Cyclisme, Championnats du monde sur piste à Palma de Majorque :
  - kilomètre : victoire du Britannique Chris Hoy;
  - vitesse : victoire du Néerlandais Theo Bos;
  - américaine : victoire de l'équipe suisse Franco Marvulli Bruno Risi;
  - keirin féminin : victoire de la Britannique Victoria Pendleton;
  - course aux points : victoire de l'Australienne Katherine Bates.

- Golf : Championnat Kraft Nabisco : l'Américaine Morgan Pressel devient la plus jeune joueuse à avoir remporté un titre majeur.

- Handball, match retour des demi-finales de la Ligue des champions 2006-2007 :
  -  BM Valladolid 25-24 SG Flensburg Handewitt .

- Natation, Championnats du monde de natation 2007 à Melbourne :
  - 50 mètres dos masculin : victoire de Gerhard Zandberg devant Thomas Rupprath et Liam Tancock;
  - 400 mètres 4 nages masculin : victoire de Michael Phelps devant Ryan Lochte et Luca Marin;
  - 1500 mètres nage libre masculin : victoire de Matheusz Sawrymowicz devant Yuri Prilukov et David Davies;
  - relais 4×100 mètres 4 nages masculin : victoire de l'Australie devant le Japon et la Russie;
  - 50 mètres nage libre féminin : victoire de Lisbeth Lenton devant Therese Alshammar et Marleen Veldhuis;
  - 50 mètres brasse féminin :victoire de Jessica Hardy devant Leisel Jones et Tara Kirk;
  - 400 mètres 4 nages féminin : victoire de Katie Hoff devant Yana Martynova et Stephanie Rice.

- Rugby à XV, : quarts de finale de la Coupe d'Europe :
  - Biarritz olympique 6-7 Northampton Saints;
  - Leicester Tigers 21-20 Stade français Paris.

- Tennis : Masters de Miami : victoire du Serbe Novak Djokovic sur l'Argentin Guillermo Cañas en trois sets secs 6-3, 6-2, 6-4.

- Volley-ball, Ligue des Champions : Final Four à Moscou :
  -  VfB Friedrichshafen 3-1 (25-20, 26-24, 23-25, 25-19) Tours

## Lundi2 avril
- Basket-ball, Final Four du Championnat NCAA :
  - Ohio State Buckeyes 75-84 Florida Gators . Les Gators réalisent ainsi le doublé 2006-2007, événement qui n'avait plus été réalisé depuis le doublé 1991-1992 de l'équipe de Duke de Grant Hill.

## Mardi3 avril
- Basket-ball :
  - quart de finale aller de l'Euroligue :
    -  CSKA Moscou 80-58 Maccabi Tel-Aviv ;
    -  Panathinaïkos 80-58 MBK Dynamo Moscou ;
    -  Unicaja Málaga 91-75 FC Barcelone ;
    -  Tau Vitoria 84-60 Olympiakos ;

  - , Final Four du Championnat NCAA féminin :
    - Rutgers Scarlet Knights 46-59 Tennessee Volunteers.

- Football , quart de finale de la Ligue des champions 2006-2007 :
  -  Milan AC 2-2 Bayern Munich ;
  -  PSV Eindhoven 0-3 Liverpool FC .

## Mercredi4 avril
- Football, quart de finale de la Ligue des champions 2006-2007 :
  -  AS Rome 2-1 Manchester United ;
  -  Chelsea 1-1 Valence CF .

## Jeudi5 avril
- Football, matches aller des quarts de finale de la Coupe UEFA :
  -  Espanyol Barcelone 3-2 Benfica ;
  -  AZ Alkmaar 0-0 Werder Brême ;
  -  Bayer Leverkusen 0-3 Osasuna Pampelune ;
  -  FC Séville 2-1 Tottenham Hotspur .
- Basket-ball , matches retour des quarts de finale de l'Euroligue :
  -  Maccabi Tel-Aviv 68-56 CSKA Moscou ;
  -  MBK Dynamo Moscou 65-73 Panathinaïkos ;
  -  Olympiakos 89-95 Tau Vitoria ;
  -  FC Barcelone 80-58 Unicaja Málaga .
  - Vitoria et Panathinaïkos qualifiés. Les deux autres qualifiés seront désignés lors d'un match d'appui.

## Samedi7 avril
- Aviron, The Boat Race : l'université de Cambridge remporte la 173e édition qui l'oppose à l'université d'Oxford sur la Tamise à Londres.

## Dimanche8 avril
- Automobile, Grand Prix de Malaisie de Formule 1 : l'Espagnol Fernando Alonso remporte son premier grand prix pour sa nouvelle écurie, McLaren. Il devance son coéquipier Lewis Hamilton et le pilote Ferrari Kimi Räikkönen.

- Cyclisme, Tour des Flandres : l'Italien Alessandro Ballan remporte sa première grande victoire en devançant au sprint le belge Leif Hoste.

- Golf, Masters : l'Américain Zach Johnson endosse la veste verte récompensant le vainqueur du tournoi. Avec un coup de plus que le par, il devance de deux coups Rory Sabbatini, Retief Goosen et Tiger Woods.

- Hockey sur glace
  - Fin des championnats 2007 pour le groupe B de la division II. La Corée du Sud accèdera à la division I pour l'édition suivante alors que la Corée du Nord, qui n'a pas participé, est rétrogradée en division III.
  - Fin de la saison régulière 2006-2007 de la Ligue nationale de hockey. Les Sabres de Buffalo finissent premiers au classement pour la première fois de leur histoire et gagnent le trophée des présidents.

- Tennis, quarts de finale de la Coupe Davis :
  - Russie 3-2 France;
  - Belgique 2-3 Allemagne;
  - États-Unis 4-1 Espagne;
  - Suède 4-1 Argentine.

## Mardi10 avril
- Basket-ball, finale de la Coupe ULEB
  -  Real Madrid 87-75 Lietuvos Rytas ;
  - le Real obtient ainsi une place automatique pour la prochaine Euroligue.
- Football, matches retour des quarts de finale de la Ligue des champions 2006-2007 :
  -  Manchester United 7-1 AS Rome ;
  -  Valence CF 1-2 Chelsea ;
  - Chelsea et Manchester qualifiés pour les demi-finales.
- Hockey sur glace : Championnat du monde féminin : les Canadiennes remportent une nouvelle médaille d'or en battant les États-Unis en Finale. La Suède obtient la médaille de bronze.

## Mercredi11 avril
- Basket-ball, finale retour de l'Eurocoupe féminine :
  -  Dynamo Moscou 76-56 CA Faenza ;
  - le Dynamo Moscou remporte la compétition.

- Cyclisme : Gand-Wevelgem: victoire de l'Allemand Marcus Burghardt

- Football , matches retour des quarts de finale de la Ligue des champions 2006-2007 :
  -  Bayern Munich 0-2 Milan AC ;
  -  Liverpool FC 1-0 PSV Eindhoven ;
  - Milan et Liverpool sont qualifiés pour les demi-finales.

- Hockey sur glace : saison 2006-2007 de la Ligue nationale de hockey, quart de finale de conférence, matchs # 1
  - Sénateurs d'Ottawa 6 - 3 Penguins de Pittsburgh
  - Predators de Nashville 4 - 5 Sharks de San José (au terme de deux périodes de prolongation)
  - Canucks de Vancouver 5 - 4 Stars de Dallas (au terme de cinq périodes de prolongation)
  - Ducks d'Anaheim 2 - 1 Wild du Minnesota

## Jeudi12 avril
- Basket-ball, matches d'appui des quarts de finale de l'Euroligue :
  -  Unicaja Málaga 67-64 FC Barcelone ;
  -  CSKA Moscou 92-71 Maccabi Tel-Aviv ;
  - Málaga et CSKA Moscou sont qualifiés pour le Final Four. Ils rejoignent Vitoria et le Panathinaïkos.

- Football, , matches retour des quarts de finale de la Coupe UEFA :
  -  Benfica 0-0 Espanyol Barcelone ;
  -  Werder Brême 4-1 AZ Alkmaar ;
  -  Osasuna Pampelune 1-0 Bayer Leverkusen ;
  -  Tottenham Hotspur 2-2 FC Séville ;
  - Brême rencontrera Espanyol Barcelone en demi-finale; la deuxième demi-finale opposera les deux clubs espagnols de Osasuna et Séville, le tenant du titre.

- Hockey sur glace, saison 2006-2007 de la Ligue nationale de hockey, quart de finale de conférence, suite et fin des matches # 1 :
  - Thrashers d'Atlanta 3 - 4 Rangers de New York;
  - Red Wings de Détroit 4 - 1 Flames de Calgary;
  - Devils du New Jersey 5 - 3  Lightning de Tampa Bay;
  - Sabres de Buffalo 4 - 1 Islanders de New York.

## Vendredi13 avril
- Hockey sur glace, saison 2006-2007 de la Ligue nationale de hockey, quarts de finale de conférence, début des matches # 2 :
  - Predators de Nashville 5 - 2  Sharks de San José;
  - Canucks de Vancouver  0 - 2 Stars de Dallas;
  - Ducks d'Anaheim 3 - 2  Wild du Minnesota.

## Samedi14 avril
- Handball, match aller des demi-finales de la Ligue des champions féminine :
  -  HC "Lada Togliatti" 28-22 Hypo Niederösterreich .

## Dimanche15 avril
- Athlétisme, Marathon de Paris : le Qatari Shami Mubarak remporte en 2 h 07 min 17 s la 31e édition devant l'Éthiopien Gashaw Melese, vainqueur en 2006. Chez les dames, la victoire est revenue à l'Éthiopienne Tafa Magarsa en 2 h 25 min 06 s.

- Automobile, Grand Prix de Bahreïn de formule 1 : le Brésilien Felipe Massa sur Ferrari devance Lewis Hamilton, qui devient le premier pilote de l'histoire de la Formule 1 à figurer sur le podium lors de ses premiers grand pix. L'autre pilote Ferrari Kimi Räikkönen complète le podium.

- Baseball : « Jackie Robinson Day ». Célébration spéciale pour marquer le soixantième anniversaire des débuts de Jackie Robinson en Ligue majeure. À cette occasion, plus de 200 joueurs portent un maillot frappé du numéro 42, celui de Robinson.

- Basket-ball, finale du Four Four de l'Eurocoupe à Gérone :
  - Akasvayu Girona 79-72 Azovmach Marioupol.

- Cyclisme, Paris-Roubaix : l'Australien Stuart O'Grady devient le premier Australien à figurer au palmarès de la course.

- Handball : demi-finale aller de la Ligue des champions féminine :
  -  Slagelse DT 31-25 Györi Audi ETO KC .

- Voile , Trophée BPE : victoire de Nicolas Troussel lors de la quatrième édition de la course de déroulant entre Belle-Île-en-Mer et Marie-Galante en Guadeloupe.

## Lundi16 avril
- Athlétisme, Marathon de Boston : le Kényan Robert Kipkoech Cheruiyot remporte son troisième titre à Boston. Chez les femmes, victoire de la russe Lidiya Grigoryeva.

- Voile, Coupe Louis-Vuitton : début des régates du premier round robin de la Coupe Louis-Vuitton 2007. Le vainqueur de la coupe aura le droit de défier le défi suisse Alinghi pour la Coupe de l'America 2007.

## Mercredi18 avril
- Hockey sur glace (LNH) : qualification pour les demi-finales de conférence des Rangers de New York qui éliminent en quatre matchs les Thrashers d'Atlanta.

## Jeudi19 avril
Hockey sur glace
- LNH : qualification pour les demi-finales de conférence des Sénateurs d'Ottawa qui éliminent en cinq matchs les Penguins de Pittsburgh. Qualification également des Ducks d'Anaheim qui écartent le Wild du Minnesota en cinq matchs. Les Sénateurs joueront contre les Rangers.
- Championnat du monde - division I : la Slovénie (groupe B) gagne son quatrième match des championnats et accèdera au « Groupe Monde » pour l'édition 2008. Dans le même temps dans le groupe A, la France et le Kazakhstan sont à égalité pour la première place. Le dernier match, entre les deux équipes, sera déterminant pour connaître la seconde nation qui accèdera au Groupe Monde.

## Vendredi20 avril
- Hockey sur glace, LNH : qualification pour les demi-finales de conférence des Sabres de Buffalo en cinq matchs. Les Sabres éliminent en cinq matchs les Islanders de New York. Dans le même nombre de matchs, les Sharks de San José se débarrassent des Predators de Nashville.
- Handball, demi-finale de la Ligue des champions féminine :
  -  Hypo Niederösterreich HC 35-29 (aller : 22-28) "Lada Togliatti"  .

## Samedi21 avril
- Football :
  - Championnat de France de football : l'Olympique lyonnais remporte son sixième titre consécutif, fait unique dans le championnat français.
  - Championnat d'Écosse de football : Celtic Glasgow remporte son quarante et unième titre de champion d'Écosse.

- Hockey sur glace, Championnat du monde de hockey sur glace Division I : l'équipe de France remporte le tournoi Division I Groupe A en Chine, après leur victoire contre le Kazakhstan. La France retrouvera donc l'élite mondiale la saison prochaine.

- Rugby à XV :
  - demi-finale de la Coupe d'Europe de rugby :
    - Leicester Tigers 33 - 17 Llanelli Scarlets;

  - demi-finale du Challenge européen :
    - ASM Clermont Auvergne 46 - 29' Newport Gwent Dragons.

## Dimanche22 avril
- Athlétisme, Marathon de Londres : victoire du kényan Martin Lel chez les hommes et de la chinoise Zhou Chunxiu chez les femmes,

- Cyclisme, Amstel Gold Race : victoire de l'Allemand Stefan Schumacher.

- Football, Championnat d'Italie de football : Inter Milan remporte le quinzième scudetto de son histoire.

- Handball :
  - finale aller de la Ligue des champions :
    -  SG Flensburg-Handewitt 28-28 THW Kiel ;

  - demi-finale de la Ligue des champions féminine :
    -  Györi Audi ETO KC 22-30 (aller : 25-31) Slagelse DT  	.

- Hockey sur glace, LNH : qualification pour les demi-finales de conférence des Devils du New Jersey en battant le Lightning de Tampa Bay. Dans le même temps et au terme de deux prolongations, les Red Wings de Détroit écartent les Flames de Calgary.

- Moto, Grand Prix moto de Turquie du Championnats du monde de vitesse : victoire de l'Australien Casey Stoner en Moto GP sur Ducati. En 250 cm³, victoire de l'Italien Andrea Dovizioso et de l'Italien Simone Corsi en 125 cm³.

- Rugby à XV :
  - demi-finale de la Coupe d'Europe :
    - Northampton Saints 13 - 30 London Wasps ;

  - demi-finale du Challenge européen :
    - Saracens 30 - 31 London Wasps .

- Tennis:
  - quarts de finale de la Fed Cup :
    - France - Japon : 5-0;
    - Italie - Chine : 5-0;
    - Russie - Espagne : 5-0;
    - États-Unis - Belgique : 5-0.

  - Masters de Monte-Carlo : l'Espagnol Rafael Nadal confirme sa domination sur la terre battue en disposant du n°1 mondial Roger Federer sur le score de 6-4, 6-4. C'est sa troisième victoire consécutive dans le tournoi.

## Lundi23 avril
- Hockey sur glace, LNH : les Canucks de Vancouver battent les Stars de Dallas au cours d'un septième et dernier match. Les Canucks sont les derniers qualifiés à rejoindre les demi-finales de conférence.

## Mardi24 avril
- Football, demi-finale aller de la Ligue des champions 2006-2007 :
  -  Manchester United 3 - 2 Milan AC .

- à zenith, WWE RAW le house show "Wrestlemania Revenge"

## Mercredi25 avril
- Cyclisme, Flèche wallonne : victoire de l'Italien Davide Rebellin qui remporte son deuxième succès dans l'épreuve après sa victoire en 2004.

- Football, demi-finale aller de la Ligue des champions 2006-2007 :
  -  Chelsea 1 - 0 Liverpool FC .

## Jeudi26 avril
- Football, matches aller des demi-finale de la Coupe UEFA :
  -  'Espanyol Barcelone 3-0 Werder Brême ;
  -  Osasuna Pampelune 1-0 FC Séville .

## Samedi28 avril
- Basket-ball, Playoffs NBA 2007 : les Detroit Pistons sont les premiers à atteindre les demi-finales de Conférence en battant le Orlando Magic par 4 victoires à 0, remportant la dernière manche par 97-93.
- Cricket, Coupe du monde : l'Australie remporte son troisième titre consécutif en disposant du Sri-Lanka en finale à Bridgetown.

## Dimanche29 avril
- Basket-ball , Playoffs NBA 2007 : les Bulls de Chicago éliminent le tenant du titre, le Heat de Miami par 4 victoires à 0, la dernière rencontre remportée par 92 à 79 à Miami.
- Cyclisme , Liège-Bastogne-Liège : victoire de l'Italien Danilo Di Luca. Il devance l'Espagnol Alejandro Valverde.
- Football , Championnat des Pays-Bas de football : PSV Eindhoven devance finalement Ajax Amsterdam à la différence de buts. Le troisième est AZ Alkmaar. Ces trois clubs comptaient le même nombre de points avant la dernière journée.
- Handball:
  - finale retour de la Ligue des Champions :
    -  THW Kiel 29 - 27 (aller 28-28) SG Flensburg-Handewitt ;

  - finale retour de la Coupe de l'EHF :
    -  SC Magdebourg 31 - 28 (aller 30-30) BM Aragon ;

  - finale retour de la Coupe des coupe :
    -  CB Ademar León 37 - 33 (aller: 24-28) HSV Hambourg .

## Lundi30 avril
- Basket-ball , Playoffs NBA 2007 : les Cleveland Cavaliers remportent la série l'opposant aux Washington Wizards par 4 victoires à 0, le dernier match sur le score de 97 à 90.

## Principaux rendez-vous sportifs du mois d'avril 2007
- 17 mars au 1er avril : natation, Championnats du monde à Melbourne
- 29 mars au 1er avril : cyclisme, Championnats du monde de cyclisme sur piste
- 30 mars au 1er avril : automobile, rallye, Rallye du Portugal
- 31 mars et 1er avril : handball, Ligue des Champions, demi-finales retour
- 2 au 4 avril : athlétisme, Championnats d'Europe d'athlétisme en salle
- 2 avril : basket-ball, finale du championnat NCAA
- 3 avril : basket-ball, Euroligue, quarts de finale aller
- 3 et 4 avril : football, Ligue des Champions, quarts de finale aller
- 5 avril : basket-ball, Euroligue, quarts de finale retour
- 5 avril : football, Coupe UEFA, quarts de finale aller
- 5 au 8 avril : golf, Masters
- 6 au 8 avril : tennis, Coupe Davis, quarts de finale
- 8 avril : automobile, formule 1, Grand prix de Malaisie
- 8 avril : cyclisme, Tour des Flandres
- 9 au 14 avril : cyclisme, Tour du Pays basque
- 9 et 10 avril : football, Ligue des Champions, quarts de finale retour
- 10 avril : football, Coupe UEFA, quarts de finale retour
- 11 avril : basket-ball, Coupe ULEB, finale
- 11 avril : basket-ball, Eurocoupe féminine, finale
- 11 avril : cyclisme, Gand-Wevelgem
- 12 avril : basket-ball, Euroligue, quarts de finale (matchs d'appui éventuels)
- 12 avril : football, Coupe UEFA, quarts de finale retour
- 13 et 15 avril : basket-ball, Eurocoupe masculine, finale à quatre
- 14 au 15 avril : French Open - 1er Grand Prix International de Danse Sportive à Megève - France
- 14 au 22 avril : haltérophilie, championnats d'Europe
- 15 avril : athlétisme, marathon de Paris
- 15 avril : automobile, formule 1, Grand prix de Bahreïn
- 15 avril : cyclisme, Paris-Roubaix
- 16 avril : athlétisme, marathon de Boston
- 16 au 22 avril : tennis, Masters de Monte-Carlo
- 17 au 22 avril : lutte, championnats d'Europe
- 18 au 22 avril : voile, Coupe Louis-Vuitton
- 21 et 22 avril : handball, finales aller des coupes d'Europe masculines
- 21 et 22 avril : moto, 24 heures du Mans moto
- 21 et 22 avril : rugby à XV, Coupe d'Europe, demi-finales
- 21 et 22 avril : tennis, Fed Cup, 1er tour
- 22 avril : athlétisme, marathon de Londres
- 22 avril : cyclisme, Amstel Gold Race
- 22 avril : moto, Grand Prix moto de Turquie
- 24 et 25 avril : football, Ligue des Champions, demi-finales aller
- 25 avril : cyclisme, Flèche wallonne
- 26 avril : football, Coupe UEFA, demi-finales aller
- 27 avril au 13 mai : hockey sur glace, Championnat du monde
- 28 et 29 avril : handball, finales retour des coupes d'Europe masculines
- 29 avril : cyclisme, Liège-Bastogne-Liège